# Mária Čírová
Mária Čírová (Trnava, 20 novembre 1988) è una cantante slovacca.

## Biografia
Mária Čírová ha iniziato la sua carriera come parte del complesso di musica sacra Trinity Group, con cui nel 2006 ha pubblicato un album, intitolato Na tisícich miestach, che le ha fruttato un Aurel Award per il Migliore album gospel dell'anno.
Nel 2008 la cantante ha avviato la sua carriera da solista partecipando all'ottava edizione del talent show slovacco Coca-Cola PopStar. Il 31 maggio 2008 è stata proclamata vincitrice dal televoto, e nell'autunno dello stesso anno ha pubblicato il suo singolo di debutto, Búrka, che si è rivelato un grande successo a livello nazionale raggiungendo il 5º posto in classifica. Con questo brano si è inoltre presentata alla selezione slovacca per la ricerca del rappresentante nazionale per l'Eurovision Song Contest 2009, dove si è classificata 4ª su 16 partecipanti. Il singolo ha anticipato l'album, anch'esso intitolato Búrka, che ha prodotto due ulteriori successi: Zbierka hriechov (17º posto in Slovacchia) e Ľadová doba (38º posto).
Nel 2011 è uscito il secondo album, Na dosah, che include il singolo Labutia, arrivato 7º in classifica. Il terzo album, Vianočný album, è stato messo in commercio nel 2015.
Un nuovo singolo, intitolato Unikát, è stato diffuso nella primavera del 2016 e si è rivelato un successo, raggiungendo l'8ª posizione nella classifica radiofonica slovacca. È stato seguito l'anno successivo dall'album # 2017, che ha raggiunto la vetta della classifica nazionale degli album più venduti.

## Discografia

### Album in studio
- 2006 – Na tisícich miestach (con il Trinity Group)
- 2008 – Búrka
- 2011 – Na dosah
- 2015 – Vianočný album
- 2017 – # 2017
- 2019 – Moje vianoce

### Singoli
- 2008 – Búrka
- 2009 – Zbierka hriechov
- 2009 – Ľadová doba
- 2010 – Bez obáv
- 2011 – Labutia
- 2011 – Na dosah
- 2012 – My
- 2013 – Chýbaš
- 2014 – Vloupám se (con gli O5 & Radeček)
- 2016 – Unikát
- 2018 – Slobodná